# Fonteno
Fonteno é uma comuna italiana da região da Lombardia, província de Bérgamo, com cerca de 691 habitantes. Estende-se por uma área de 11 km², tendo uma densidade populacional de 63 hab/km². Faz fronteira com Adrara San Rocco, Endine Gaiano, Monasterolo del Castello, Parzanica, Riva di Solto, Solto Collina, Vigolo.

## Demografia
| Variação demográfica do município entre 1861 e 2011                               |
|                                                                                   |
| Fonte: Istituto Nazionale di Statistica (ISTAT) - Elaboração gráfica da Wikipedia |